# Haralambos Holidis
Haralambos „Babis“ Holidis (griechisch Χαράλαμπος Χολίδης Charálambos Cholídis, * 1. Oktober 1956 in der Kasachischen SSR, Sowjetunion; † 26. Juni 2019) war ein griechischer Ringer. Er gewann bei den Olympischen Spielen 1984 und 1988 jeweils eine Bronzemedaille im griechisch-römischen Stil im Bantamgewicht.

## Werdegang
Haralambos Holidis, mit dem Spitznamen Babis (Μπάμπης), begann als Jugendlicher 1969 mit dem Ringen. Sein Verein war Atlas Kallitheas Athinai und sein Trainer Paraskus Boras. Er rang ausschließlich im griechisch-römischen Stil und war während seiner aktiven Zeit Militärangehöriger.
Bereits mit 17 Jahren begann er 1973 seine internationale Laufbahn mit Starts bei der Europameisterschaft in Helsinki und bei der Weltmeisterschaft in Teheran. Er startete dabei im Papiergewicht, der Gewichtsklasse bis zu einem Körpergewicht von 48 kg. In Helsinki blieb er sieglos und kam auf den 11. Platz, während er in Teheran den Spanier Juan Gonzalez und den Tunesier Habib Dlimi besiegte und dadurch einen guten 6. Platz belegte.
Auch bei der Europameisterschaft 1974 in Madrid gelangen Haralambos Holidis im Papiergewicht zwei Siege, womit er mit dem 4. Platz nur knapp eine Medaille verpasste. Bei der Weltmeisterschaft dieses Jahres in Katowice besiegte er u. a. den starken Ungarn Ferenc Seres, scheiterte aber an dem sowjetischen Sportler Wladimir Subkow und kam auf den 7. Platz.
Nach einem 6. Platz bei der Europameisterschaft 1975 in Ludwigshafen am Rhein im Fliegengewicht und einem 9. Platz bei der Weltmeisterschaft 1975 in Minsk gelang ihm bei der Europameisterschaft 1976 in Leningrad der erste Medaillengewinn im Fliegengewicht. Er besiegte dort mit Nicu Gângă aus Rumänien, Benni Ljungbeck aus Schweden und Lajos Rácz aus Ungarn drei Weltklasseringer. Niederlagen musste er gegen Petar Kirow aus Bulgarien und Wladimir Schatunow aus der UdSSR hinnehmen. Bei den Olympischen Spielen 1976 in Montreal blieb er jedoch sieglos und kam im Fliegengewicht nach Niederlagen gegen Lajos Rácz und Bruce Thompson (USA) nur auf den 11. Platz.
Die nächste gute Platzierung erreichte Haralambos Holidis bei der Weltmeisterschaft 1977 in Göteborg. Er kam dort mit drei Siegen auf den 5. Platz. Gegen Kamil Fatkulin aus der UdSSR und Nicu Gângă verlor er dabei.
1978 gewann er dann seine erste Medaille bei einer Weltmeisterschaft. In Mexiko-Stadt schlug er dabei auf dem Weg zur Bronzemedaille Lajos Rácz, Sumer Karadag aus der Türkei u. Antonio Caltabiano aus Italien, während er gegen Rolf Krauß aus der BRD und Krum Borisow aus Bulgarien unterlag.
In den Jahren 1979 bis 1982 platzierte sich Haralambos Holidis bei den internationalen Meisterschaften meist im oberen Mittelfeld. Wobei er allerdings mit den Plätzen 5 und 6 bei den Weltmeisterschaften 1981 in Oslo und 1982 in Katowice sehr gute Leistungen zeigte. Bei der Europameisterschaft 1983 gewann er dann seine nächste Medaille. Inzwischen in das Bantamgewicht gewechselt, wurde er in Budapest nach einem Sieg im Halbfinale über den sowjetischen Sportler Wassili Fomin und einer Niederlage im Finale gegen Emil Iwanow aus Bulgarien Vize-Europameister.
Seinen bis dahin größten internationalen Erfolg feierte Haralambos Holidis dann bei den Olympischen Spielen 1984 in Los Angeles. Er gewann dort mit vier Siegen und einer Niederlage im Halbfinale gegen Masaki Eto aus Japan die Bronzemedaille im Bantamgewicht.
Nach einem hervorragenden 4. Platz bei der Weltmeisterschaft 1985 in Kolbotn bei Oslo war er im Jahr 1986 noch einmal besonders erfolgreich. Er wurde bei der Europameisterschaft im heimischen Athen erneut Vize-Europameister. Dabei musste er sich erst im Finale dem sowjetischen Sportler Timurzjan Kalemulin geschlagen geben. Bei der Weltmeisterschaft dieses Jahres in Budapest gewann er im Bantamgewicht die Bronzemedaille. Im Kampf um diese Medaille besiegte er dabei den Kubaner Amadoris Gonzalez Labrada.
Zum Abschluss seiner sehr erfolgreichen und lange andauernden Karriere gewann Haralambos Holidis dann bei den Olympischen Spielen 1988 in Seoul im Bantamgewicht mit einem Sieg im entscheidenden Kampf über den Chinesen Yang Changling noch einmal eine olympische Bronzemedaille.
Nach diesen Spielen beendete Haralambos Holidis seine Karriere, in der er insgesamt sieben Medaillen bei internationalen Meisterschaften gewann, den Sprung auf das oberste Treppchen aber nie schaffte.
Er schlug den Trainerberuf ein und war später in Athen einer der Trainer der griechischen Ringernationalstaffel im griechisch-römischen Stil.

## Internationale Erfolge
(OS = Olympische Spiele, WM = Weltmeisterschaft, EM = Europameisterschaft, GR = griech.-röm. Stil, F = freier Stil, Pa = Papiergewicht, Fl = Fliegengewicht, Ba = Bantamgewicht)
- 1972, 2. Platz, Junioren-Turnier in Triest, GR, Pa, hinter Dimitrow, Bulgarien u. vor Nicolais, Italien;
- 1973, 11. Platz, EM in Helsinki, GR, Pa, nach Niederlagen gegen Ryszard Świerad, Polen u. Wladimir Netswetajew, UdSSR;
- 1973, 6. Platz, WM in Teheran, GR, Pa, mit Siegen über Juan Gonzalez, Spanien u. Habib Dlimi, Tunesien u. Niederlagen gegen Salih Bora, Türkei u. Wladimir Subkow, UdSSR;
- 1974, 4. Platz, EM in Madrid, GR, Pa, mit Siegen über Vicente Sanchez, Spanien u. Zivko Nikolavski, Jugoslawien u. Niederlagen gegen Antonio Quastelli, Italien u. Constantin Alexandru, Rumänien;
- 1974, 7. Platz, WM in Katowice, GR, Pa, mit Siegen über Ferenc Seres, Ungarn u. Karoly Kanczar, USA u. Niederlagen gegen Alexander Zajaczkowski, Polen u. Wladimir Subkow;
- 1975, 6. Platz, EM in Ludwigshafen am Rhein, GR, Fl, mit Sieg über Todor Todorow, Bulgarien und Niederlagen gegen Waleri Arutjunow, UdSSR u. Heinz Schmidt, DDR;
- 1975, 2. Platz, Mittelmeerspiele in Algier, F, Fl, hinter Diego Lo Bruto, Frankreich, vor Dahroudj, Syrien;
- 1975, 1. Platz, Mittelmeerspiele in Algier, GR, Fl, vor Antonio Caltabiano, Italien u. Sonbaria, Syrien;
- 1975, 6. Platz, Junioren-WM in Chaskowo, GR, Fl, hinter Aslonjan, UdSSR, Horniceanu, Rumänien, Antonio Caltabiano, Benni Ljungbeck, Schweden u. Krum Borisow, Bulgarien;
- 1975, 9. Platz, WM in Minsk, GR, Fl, mit einem Sieg über Lajos Rácz, Ungarn u. Niederlagen gegen Constantin Alexandru u. Witali Konstantinow, UdSSR;
- 1976, 3. Platz, EM in Leningrad, GR, Fl, mit Siegen über Nicu Gângă, Rumänien, Benni Ljungbeck u. Lajos Rácz u. Niederlagen gegen Petar Kirow, Bulgarien u. Wladimir Schatunow, UdSSR;
- 1976, 11. Platz, OS in Montreal, GR, Fl, nach Niederlagen gegen Lajos Rácz u. Bruce Thompson, USA;
- 1977, 11. Platz, EM in Bursa, GR, Ba, nach Niederlagen gegen Antonio Caltabiano u. Asen Milew, Bulgarien;
- 1977, 5. Platz, WM in Göteborg, GR, Fl, mit Siegen über Kauko Navaala, Schweden, Herbert Nigsch, Österreich u. Ronny Sidge, Norwegen u. Niederlagen gegen Kamil Fatkulin, UdSSR u. Nicu Gângă;
- 1978, 1. Platz, Turnier in Athen, GR, Fl, vor P. Chambellan, Frankreich u. I. Kokolakis, Griechenland;
- 1978, 3. Platz, WM in Mexiko-Stadt, GR, Fl, mit Siegen über Lajos Rácz, Sumer Karadag, Türkei u. Antonio Caltabiano u. Niederlagen gegen Rolf Krauß, BRD u. Krum Borisow;
- 1979, 1. Platz, Mittelmeerspiele in Split, GR, Fl, vor Slawko Skurek, Jugoslawien u. Antonio Caltabiano;
- 1979, 7. Platz, WM in San Diego, GR, Ba, mit Siegen über Benni Ljungbeck u. Leonel Perez, Kuba u. Niederlagen gegen Schamil Serikow, UdSSR u. Pasquale Passarelli, BRD;
- 1980, 8. Platz, OS in Moskau, GR, Fl, nach Niederlagen gegen Mladen Mladenow, Bulgarien u. Wachtang Blagidse, UdSSR;
- 1981, 11. Platz, EM in Göteborg, GR, Ba, mit einem Sieg über Stojan Balow, Bulgarien u. Niederlagen gegen Pasquale Passarelli u. Piotr Michalik, Polen;
- 1981, 5. Platz, WM in Oslo, GR, Ba, mit Siegen über Yuji Asa, Japan u. Árpád Sipos, Ungarn u. Niederlagen gegen Josef Raczak, Polen u. Josef Krysta, CSSR;
- 1982, 5. Platz, Großer Preis der Bundesrepublik Deutschland in Freiburg, GR, Ba, hinter Wassili Fomin, UdSSR, Rolf Krauß, Petar Balow, Bulgarien u. Dan Mellow, USA;
- 1982, 6. Platz, WM in Katowice, GR, Ba, hinter Piotr Michalik, Polen, Nicolae Zamfir, Rumänien, Wassili Fomin, Sumer Karadag u. Benni Ljungbeck;
- 1982, 3. Platz, Welt-Cup in Budapest, GR, Ba, hinter Masaki Eto, Japan u. Wassili Fomin;
- 1983, 2. Platz, EM in Budapest, GR, Ba, hinter Emil Iwanow, Bulgarien, vor Wassili Fomin, Árpád Sipos, Ungarn, Nicolae Zamfir u. Josef Krysta;
- 1983, 1. Platz, CISM-Militär-WM in Villeurbanne, GR, Ba, vor Niknejad, Iran u. Robert Hermann, USA;
- 1983, 5. Platz, Mittelmeer-Spiele in Casablanca, GR, Ba, hinter Sumer Karadag, Türkei, Ali Lachkar, Marokko, Antonio Caltabiano u. Patrice Mourier, Frankreich;
- 1984, Bronzemedaille, OS in Los Angeles, Gr, Ba, mit Siegen über Khalaf, Ägypten, Ali Lachkar, Benni Ljungbeck u. Nicolae Zamfir u. einer Niederlage gegen Masaki Eto;
- 1985, 4. Platz, WM in Kolbotn/Norwegen, GR, Ba, hinter Stojan Balow, Bulgarien, Oganes Arutjunjan, UdSSR u. Amadoris Gonzalez Labrada, Kuba, vor Masanori Miyake, Japen u. Patrice Mourier;
- 1985, 1. Platz, World Super Championships in Tokio, GR, Ba, vor Arpad Sipos u. Yuhiko Azuma, Japan;
- 1986, 2. Platz, EM in Athen, GR, Ba, hinter Timurzjan Kalumulin, UdSSR u. vor Keijo Pehkonen, Finnland, Nicolae Zamfir, Petar Balow u. András Sike, Ungarn;
- 1986, 3. Platz, WM in Budapest, GR, Ba, hinter Emil Iwanow, Bulgarien u. Timurzjan Kalimulin, vor Amadoris Gonzales Labrada, Nicolae Zamfir und Yang Changling, China;
- 1987, 6. Platz, EM in Tampere, GR, Ba, hinter Keijo Pehkonen, Emil Radojew, Bulgarien, Patrice Mourier, Andras Sike u. Sergei Bulanow, UdSSR;
- 1987, 11. Platz, WM in Clermont-Ferrand, GR. Ba; Sieger: Patrice Mourier vor Rıfat Yıldız, BRD u. Keijo Pehkonen;
- 1988, 6. Platz, EM in Kolbotn, GR, Ba, hinter Alexander Schestakow, UdSSR, Stojan Balow, Andras Sike, Rifat Yildiz u. Patrice Mourier;
- 1988, Bronzemedaille, OS in Seoul, GR, Ba, hinter Andras Sike u. Stojan Balow u. vor Yang Changling, Huh Byung-ho, Südkorea u. Ghazi F. Salah, Irak